# Estación Durazno (Chile)
Durazno (denominada originalmente como Arenal) fue una estación de ferrocarril que se hallaba en la localidad de El Arenal, dentro de la comuna de Vicuña, en la Región de Coquimbo de Chile. Fue parte del ramal La Serena-Rivadavia, y actualmente se encuentra inactiva dado que la línea fue levantada.

## Historia
La estación fue una de las construidas para el tercer tramo del ferrocarril que unía La Serena con Rivadavia y que fue inaugurado el 12 de abril de 1886 entre las estaciones Vicuña y Rivadavia. En el trazado original del ferrocarril, que posterior a Gualliguaica cruzaba hacia la ribera sur del río Elqui, originalmente esta estación se encontraba cercana a la localidad de Peralillo; sin embargo, tras las crecidas del río que destruyeron la vía férrea a fines del siglo XIX se decidió reconstruir el ramal con un nuevo trazado solo por la ribera norte, y con lo cual la estación quedó ubicada en la localidad de El Arenal.
José Olayo López en 1910 y Santiago Marín Vicuña en 1910 consignan la estación en sus listados de estaciones ferroviarias bajo el nombre de «Arenal», cambiando su nombre a «Durazno» mediante decreto del 19 de octubre de 1917.
La estación se encontraba a una altitud de 691 m s. n. m. Hacia los años 1950 existía un paradero, denominado «San Isidro», en la localidad homónima ubicada a 4,2 km al oeste de la estación Durazno.
La estación fue suprimida mediante decreto del 12 de agosto de 1959. Con el cierre de todos los servicios de la Red Norte de la Empresa de los Ferrocarriles del Estado en junio de 1975, que implicó también el cierre del ramal La Serena-Rivadavia, la estación Durazno fue cerrada y posteriormente vendida. El edificio de la estación fue remodelado y actualmente funciona como parte de la Escuela G-91 Elba Carmona Hurtado, así como también es sede de la Junta de Vecinos de la localidad.